# Securidaca amazonica
Securidaca amazonica är en jungfrulinsväxtart som beskrevs av Chod.. Securidaca amazonica ingår i släktet Securidaca och familjen jungfrulinsväxter. Inga underarter finns listade i Catalogue of Life.